# Pancorius magnus
Pancorius magnus är en spindelart som beskrevs av Zabka 1985. Pancorius magnus ingår i släktet Pancorius och familjen hoppspindlar. Inga underarter finns listade i Catalogue of Life.